# Magali Carrier
Magali Carrier (Tolosa, 21 giugno 1978) è una schermitrice francese, vincitrice di una medaglia d'argento ed una di bronzo ai campionati mondiali di scherma.

## Palmarès
In carriera ha conseguito i seguenti risultati:
- Mondiali di scherma

Seul 1999: argento nella sciabola a squadre.
Budapest 2000: bronzo nella sciabola a squadre.
- Europei di scherma

Funchal 2000: argento nella sciabola a squadre.